# Faustin-Archange Touadéra
Faustin-Archange Touadéra (Bangui, 21 de abril de 1957) é um político centrafricano, atual Presidente da Centráfrica, desde 30 de março de 2016. Anteriormente, foi primeiro-ministro do país, de 22 de janeiro de 2008 a 17 de janeiro de 2013.
No processo eleitoral à presidência centrafricana, que durou de dezembro de 2015 a fevereiro de 2016, ele foi eleito presidente no segundo turno de votação contra o ex-primeiro-ministro Anicet Georges Dologuelé.

## Biografia
Touadéra nasceu em Bangui; filho de motorista e agricultor, sua família era originalmente de Damara, ao norte de Bangui. Ele recebeu seu ensino médio no Barthelemy Boganda College, em Bangui, e obteve um bacharelado em 1976, antes de cursar a Universidade de Bangui e a Universidade de Abijã. Ele obteve um doutorado em matemática em 1986, na Universidade de Ciência e Tecnologia de Lille (Lille I), na França, e outro doutorado, também em matemática, na Universidade de Iaundé I, nos Camarões, em 2004. Em 1987, tornou-se professor assistente de matemática na Universidade de Bangui e foi vice-reitor da Faculdade de Ciências da Universidade, de 1989 a 1992. Touadéra serviu posteriormente como reitor da universidade de 2005 a 2008.
Touadéra é casada com Brigitte Touadéra e Marguerite "Tina" Touadéra. As duas mulheres disputam o título de primeira-dama da Centráfrica nos bastidores. Faustin-Archange Touadéra tem três filhos.